# Kuş (otok)
Otok Kuş (tur. Kuş Adası, doslovno "Ptičji otok"), također zvan Arter (arm. Առտեր կղզի), mali je otok u jezeru Van u Turskoj. Od obale jezera je udaljen 3,7 km.
Trenutno je nenaseljen, ali nekada je imao mali armenski samostan čije se ruševine još uvijek mogu vidjeti.

## Vanjske poveznice
|  | Zajednički poslužitelj ima još gradiva o temi Kuş (otok) |

- Samostan Majke Božje na otoku Arter